# Spartan 117
John-117 eller Master Chief er en fiktiv person, der optræder i spillene Halo: Combat Evolved, Halo 2, Halo 3, Halo 4, Halo 5: Guardians og Halo Infinite udviklet af Bungie Studios og 343 Industries, hvor han er stemmelagt af Steve Downes. Derudover optræder han i bøgerne Halo: The Fall of Reach, Halo: The Flood, Halo: First Strike og Halo: Uprising, såvel som gæsteoptræder i andre af medierne i Halo-franchisen.

## Spartan II-programmet
Master Chief er del af Spartan II-programmet. UNSC (United Nations Space Commando eller De Forenede Nationers Rukommando), som er et militært styre, der regerer over hele menneskenheden, har udviklet programmet med de formål at skabe supersoldater, der var forbedret mekanisk og biologisk. Disse soldater var oprindeligt trænet til at stoppe oprørere på menneskebesatte koloniplaneter. Master Chief blev udvalgt af militæret som 6-årig og bortført fra sin familie, udskiftet i al hemmelighed med en flash clone (dansk: "lynklon") men Spartanernes opgave blev en helt anden, da The Covenant invaderede menneskenes kolonier.

## Krigen
En forsamling af rumvæsener kaldet "The Covenant" (dansk: Pagten) begynder at blive meget interesserede i de menneskebeboede planeter. "The Covenant" viser deres interesse på en fjendtlig måde. Mange spartanere falder i kigen mellem The Covenant og menneskene, men iblandt de levende spartanere er stadig Master Chief. Krigen mellem The Convenant og menneskene raser stadig og ingen ved hvordan den vil slutte.

## Bøger
Master Chief optræder i fire bøger; Halo: The Fall of Reach, Halo: The Flood, Halo: First Strike og Halo: Uprising.
The Fall of Reach og First Strike er skrevet af Eric Nylund, imens The Flood er skrevet af William C. Dietz og Uprising af Brian Michael Bendis.